# Palpada cosmia
Palpada cosmia är en tvåvingeart som först beskrevs av Ignaz Rudolph Schiner 1868.  Palpada cosmia ingår i släktet Palpada och familjen blomflugor.
Artens utbredningsområde är Colombia. Inga underarter finns listade i Catalogue of Life.